# ميخائيل كار (سياسي بريطاني)
ميخائيل كار (بالإنجليزية: Michael Carr)‏ هو سياسي بريطاني، ولد في 27 مايو 1947 في المملكة المتحدة، وتوفي في 20 يوليو 1990 في المملكة المتحدة. حزبياً، نشط في حزب العمال. في الانتخابات الفرعية في مجلس العموم البريطاني ‏، انتخب عضو البرلمان الخمسون للمملكة المتحدة عن دائرة بوتل خلال فترته النيابية ‏ (24 مايو 1990 – 20 يوليو 1990).